# Victor Mishcon
Victor Mishcon, baron Mishcon (14 août 1915 - 27 janvier 2006) est un avocat britannique de premier plan et un politicien travailliste. Son cabinet a représenté Diana, princesse de Galles, lors de son divorce. Les conférences Mishcon ont été créées à l'University College de Londres en 1990 en l'honneur de Lord Mishcon pour marquer son 75e anniversaire.

## Jeunesse
Il est né à Brixton, dans le sud de Londres, le fils d'Arnold Mishcon, un rabbin qui a émigré de la Pologne russe, et de son épouse Queenie. Il fait ses études à la City of London School. Il étudie le droit et fonde le cabinet d'avocats Victor Mishcon &amp; Co à Brixton en 1937.

## Parti travailliste
Membre actif du Parti travailliste, Mishcon est conseiller du conseil municipal de Lambeth de 1945 à 1948 et représente Brixton au conseil du comté de Londres de 1946 à 1964. Il est président du London County Council en 1954, alors âgé de 39 ans, le plus jeune président de ce siècle. Il est élu au Greater London Council pour Lambeth 1964–67. Il se présente sans succès en tant que candidat du parti travailliste à quatre élections législatives, à Leeds Nord-Ouest en 1950; à Bath en 1951; et à Gravesend en 1955 et 1959. Il est fait pair à vie le 10 mai 1978 en tant que baron Mishcon, de Lambeth dans le Grand Londres sur la recommandation du Premier Ministre, James Callaghan. Lord Mishcon est porte-parole des Affaires intérieures du Parti travailliste à la Chambre des lords de 1983 à 1990 et Lord grand chancelier de l'ombre de 1990 à 1992.

## Carrière juridique
Victor Mishcon est l'un des 15 membres du comité Wolfenden nommé par le gouvernement britannique de 1954 à 1957, pour examiner la loi et la pratique des délits homosexuels et le traitement des personnes reconnues coupables de ces délits par les tribunaux britanniques, et les délits de prostitution.
Son cabinet travaille pour Ruth Ellis dans son divorce mais pas dans son procès pour meurtre plus tard, et pour Jeffrey Archer dans son procès en diffamation contre le Daily Star, qui a prétendu qu'Archer avait des relations sexuelles avec une prostituée. Archer remporte des dommages-intérêts de 500 000 £, mais est ensuite reconnu coupable de parjure et rembourse plus de 1 500 000 £. En 1988, Victor Mishcon & Co fusionne avec une partie de Bartletts de Reya, formant le cabinet d'avocats Mishcon de Reya. Mishcon joue un rôle de premier plan dans le divorce de la princesse de Galles avec le prince de Galles. En 1992, il prend sa retraite en tant qu'associé principal de Mishcon de Reya, mais reste consultant. La même année, il est le premier avocat en exercice à être nommé conseiller honoraire de la reine, sur recommandation du Lord grand chancelier, James Mackay (baron Mackay de Clashfern). En 1994, il est nommé membre honoraire du Barreau à vie "en reconnaissance de sa brillante carrière d'avocat et de sa contribution considérable à de nombreux domaines de la vie publique, en particulier dans les collectivités locales à Londres et au parlement".

## Autres activités
Mishcon est membre du conseil d'administration du Royal National Theatre de 1965 à 1990 et du Southbank Centre de 1966 à 1967. Il est vice-président du Conseil des députés des Juifs britanniques de 1967 à 1973 et vice-président du Conseil des chrétiens et des juifs de 1976 à 1977. Il est président de l'Institute of Jewish Studies, University College de Londres, et président honoraire de la British Technion Society. Il est gouverneur du Technion, Israël, président de l'Association de la jeunesse juive et du British Council et de l'hôpital Shaare Zedek de Jérusalem. Il reçoit l'Étoile d'Éthiopie en 1954 et l'Étoile de Jordanie en 1995 pour son travail dans le processus de paix au Moyen-Orient. Entre 1984 et 1990, il est intermédiaire secret dans les négociations entre le roi Hussein de Jordanie et le ministre israélien des Affaires étrangères Shimon Peres, offrant l'utilisation de sa maison de campagne.

## Famille
Lord Mishcon se marie quatre fois. Son deuxième mariage, avec Beryl Honor Posnansky, a deux fils, Peter et Russell et une fille, Jane. Il épouse sa quatrième épouse, Joan Estelle Conrad, en 1976; le mariage est dissous en 2001. En 2006, il est décédé chez lui à Bayswater, Londres.